# Néstor Popolizio
Néstor Francisco Popolizio Bardales (n. 25 de febrero de 1955) es un abogado y diplomático peruano. Fue Ministro de Relaciones Exteriores del Perú entre el 2 de abril de 2018 y el 30 de septiembre de 2019, durante la administración presidencial de Martín Vizcarra.

## Biografía
Es bachiller en Derecho en la Universidad Nacional Mayor de San Marcos y licenciado en Relaciones Internacionales por la Academia Diplomática del Perú. Además cuenta un curso de postgrado en Relaciones Políticas Internacionales en el Instituto Internacional de Administración Pública (I.I.A.P), París, Francia.
Inició su carrera como diplomático trabajando en la Secretaría General del Ministerio de Relaciones Exteriores.
En 1984, como tercer secretario, fue enviado a la Representación Permanente del Perú ante la Organización de las Naciones Unidas en Nueva York. Siguió laborando en la representación como segundo secretario.
En 1988, como segundo secretario, pasó a la Embajada del Perú en Colombia y ascendió a primer secretario.
En 1990 regresó al Perú para trabajar en Ministerio de Relaciones Exteriores como Director de Gabinete del Despacho Ministerial, luego como Jefe del Departamento de Ecuador de la Dirección General de América y como subdirector del Gabinete del Despacho Ministerial.
En 1993 fue enviado como consejero en la Embajada del Perú en Brasil y luego ascendió a Ministro-Consejero. Permaneció en la embajada hasta 1997.
En 1997,  regresó a la Cancillería, en la cual laboró en la Dirección de Planeamiento y Evaluación de Programas y como Director del gabinete de los ministros Francisco Tudela, Eduardo Ferrero Costa y Fernando de Trazegnies Granda.
En el 2000, fue enviado a la Embajada del Perú en los Estados Unidos como ministro, cargo en el que permaneció hasta 2005.
Regresó a Perú como director general de Norteamérica de la Cancillería  y en 2006 fue nombrado Subsecretario para Asuntos de América.
El 2009 fue designado como Viceministro de Relaciones Exteriores por el presidente Alan García, cargo que ocupó hasta julio de 2011 bajo la gestión del embajador José Antonio García Belaúnde.
En 2011 fue nombrado como Embajador del Perú en Portugal. En junio de 2013 dieron por terminadas sus funciones.
En 2013 fue nombrado como Embajador de Perú en Colombia, cargo que ejerció hasta julio de 2016.
En julio de 2016 fue nombrado como Viceministro de Relaciones Exteriores por el presidente Pedro Pablo Kuczynski. Permaneció en el cargo en las gestiones de los ministros Ricardo Luna Mendoza y Cayetana Aljovin Gazzani.
El 2 de abril de 2018 juramentó como Ministro de Relaciones Exteriores del Perú, en el primer gabinete del presidente Martín Vizcarra Cornejo.
En noviembre de 2019, fue nombrado como representante Permanente del Perú ante la Organización de las Naciones Unidas.

## Reconocimientos
- Orden El Sol del Perú en el grado de Gran Cruz, Perú.
- Orden al Mérito por Servicios Distinguidos en el grado de Gran Oficial y Gran Cruz, Perú.
- Orden al Mérito del Servicio Diplomático del Perú José Gregorio Paz Soldán en el grado de Gran Cruz, Perú.
- Orden de la Cruz del Sur en el grado de Gran Oficial, Brasil.
- Orden del Libertador San Martín en el grado de Gran Cruz, Argentina.
- Orden Nacional del Mérito “Don José Falcón”, Paraguay.
- Orden de San Carlos en el grado de Gran Cruz, Colombia

| Predecesor: Cayetana Aljovín Gazzani | Ministro de Relaciones Exteriores del Perú 2 de abril de 2018-30 de septiembre de 2019 | Sucesor: Gustavo Meza-Cuadra Velásquez |
| Predecesor: Armando Patiño           | Viceministro de Relaciones Exteriores 28 de julio de 2016-2 de abril de 2018           | Sucesor: Hugo de Zela                  |
| Predecesor: Gonzalo Gutiérrez Reinel | Viceministro de Relaciones Exteriores 20 de abril de 2009-28 de julio de 2011          | Sucesor: José Meier Espinoza           |